# Droits LGBT en 1995
 (juin 2024).
Cet article fait la liste des événements de 1995 ayant influé sur les droits LGBT dans le monde.

## Janvier
- 1 – La Suède commence à enregistrer les partenaires domestiques de même sexe. Les couples de même sexe bénéficient de la plupart des droits des mariages mixtes mais n'ont pas le droit à un mariage religieux, le droit d'adopter des enfants ou le droit à l'insémination artificielle[1].
- 19 – La Cour d'appel du district de Columbia décide dans l'affaire Dean v. District of Columbia que l'ordonnance du district relative aux droits de l'homme interdisant la discrimination fondée sur l'orientation sexuelle ne garantit pas le droit au mariage homosexuel[2].

## Février
- 2 – Un juge du Tennessee déclare que la loi de l'État sur la sodomie viole la constitution de l'État[3].
- 17 – La province canadienne de la Colombie-Britannique annonce de nouvelles réglementations autorisant les gays et les lesbiennes à adopter des enfants[4].

## Mars
- 9 – Scott Amedure, un homosexuel, est abattu par Jonathan Schmitz, un homme hétérosexuel, après avoir révélé son attirance pour Schmitz lors d'un épisode de The Jenny Jones Show. Le meurtrier est reconnu coupable de meurtre au deuxième degré et condamné à une peine de 30 à 50 ans.
- 30 – Dans l'affaire Abel v. United States of America, première contestation du principe « Don't ask, don't tell », le juge de district Eugene Nickerson déclare que la disposition de la loi de 1993 interdisant aux militaires LGBT de se déclarer LGBT porte atteinte à leurs droits, conformément au premier et au cinquième amendements de la Constitution des États-Unis[5].

## Mai
- 17 – Les commissaires du comté de Hillsborough, en Floride, abrogent la loi du comté sur les droits des homosexuels[6].
- 25 – Dans Egan c. Canada, la Cour suprême du Canada déclare que l'orientation sexuelle est un motif de discrimination interdit en vertu de l'article 15 de la Charte canadienne des droits et libertés, une partie de la constitution. L'article 15 ne mentionne pas explicitement l'orientation sexuelle, mais est conçu pour permettre aux tribunaux d'ajouter de nouveaux motifs. La décision a un impact considérable puisque l'article 15 s'applique à toutes les lois, y compris les lois sur les droits de l'homme qui interdisent la discrimination de la part de tous les employeurs, propriétaires, prestataires de services et gouvernements[réf. nécessaire].

## Juin
- 13 – La Commission du comté de Broward adopte un projet de loi sur les droits des homosexuels couvrant l'emploi, le logement et les logements publics[7].
- 19 – Dans l'affaire Hurley v. Irish-American Gay, Lesbian, and Bisexual Group of Boston, la Cour suprême des États-Unis décide que les citoyens privés organisant une manifestation publique peuvent légalement exclure les groupes qui transmettent un message qu’ils ne souhaitent pas promouvoir. La décision autorise les organisateurs du défilé annuel de la Saint-Patrick à exclure les groupes LGBT[8].
- 24 – Inauguration du Mémorial aux victimes gays et lesbiennes du national-socialisme à Cologne, en Allemagne

## Août
- 2 – Le président américain Bill Clinton signe le décret 12968, qui interdit la discrimination fondée sur « l'orientation sexuelle », car il établit des politiques uniformes pour permettre aux employés du gouvernement d'accéder à des informations classifiées[9].

## Octobre
- 10 – La Cour suprême des États-Unis entend les plaidoiries dans l'affaire Romer v. Evans, qui va finalement annuler l'amendement 2 du Colorado, qui interdit les lois sur les droits des homosexuels dans l'État.

## Décembre
- 30 – San Francisco interdit la discrimination fondée sur l'identité de genre[10].

## Général
- Un nouveau code pénal est introduit au Portugal, qui abaisse l'âge du consentement pour les actes hétérosexuels à 14 ans ; il maintient cependant un âge de consentement à 16 ans pour les actes homosexuels.
- La Suède légalise les partenariats enregistrés, avec tous les droits du mariage, à l'exception du mariage à l'église et de l'adoption.
- L'État américain de Rhode Island interdit la discrimination fondée sur l'orientation sexuelle dans le secteur privé[11].